# Eschweilera pittieri
Eschweilera pittieri är en tvåhjärtbladig växtart som beskrevs av Reinhard Gustav Paul Knuth. Eschweilera pittieri ingår i släktet Eschweilera och familjen Lecythidaceae. IUCN kategoriserar arten globalt som livskraftig. Inga underarter finns listade i Catalogue of Life.